# Tienda de conveniencia

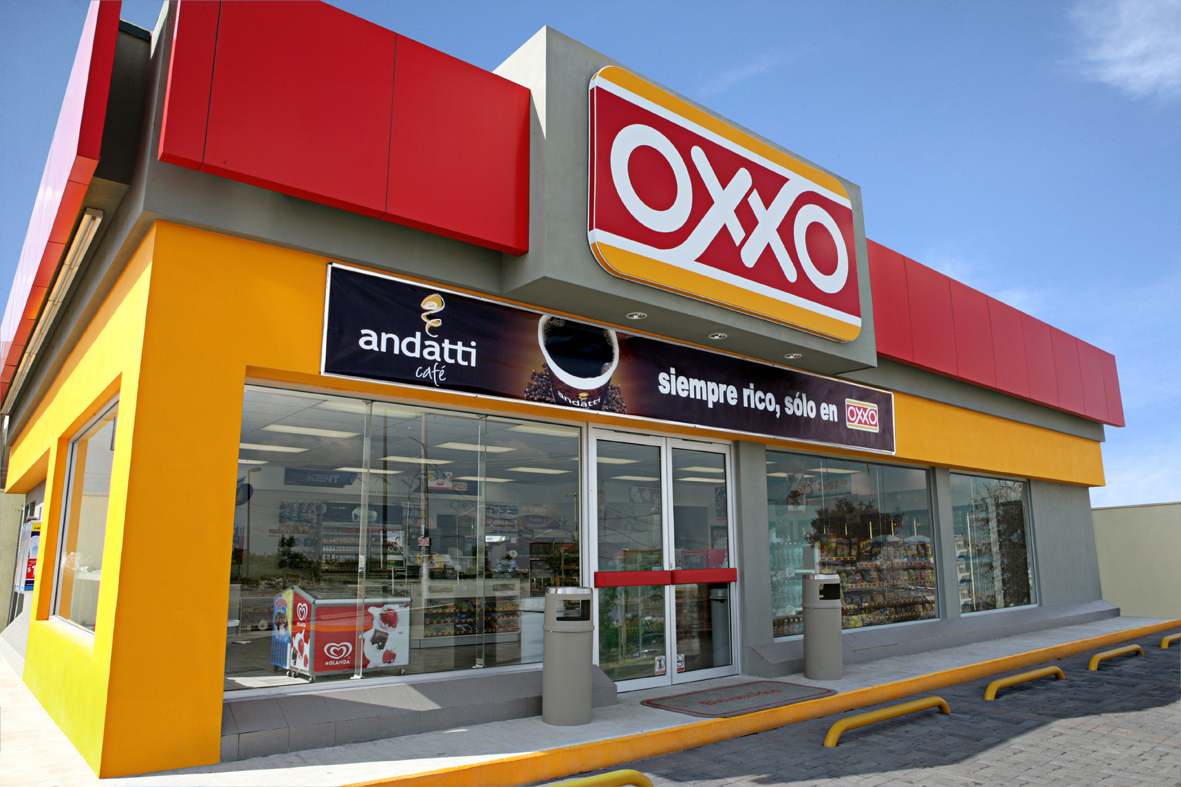
Oxxo, cadena de tiendas de conveniencia.

Se denomina tiendas de conveniencia a los establecimientos comerciales que venden una variedad de artículos cotidianos, con menos de 500 m² y un horario comercial superior a las 18 horas, un periodo de apertura de 365 días del año. De ahí el nombre popular de veinticuatro horas. Tienen un amplio surtido de productos, centrado en bebidas, alimentación, productos de estanco, bazar, etc. A cambio de la amplitud de horarios y la variedad de productos, sus precios suelen ser ligeramente superiores a los de los supermercados al uso.
Generalmente, se ubican en el centro de las ciudades aunque también se engloban bajo esta denominación otros locales como, por ejemplo, los situados junto a estaciones de servicio o las tiendas situadas en los aeropuertos, que pueden ser o no libres de impuestos (duty-free).
Si una tienda de conveniencia se establece de manera virtual (en una página web), se denomina sitio de conveniencia o página de comercio electrónico.

## Productos

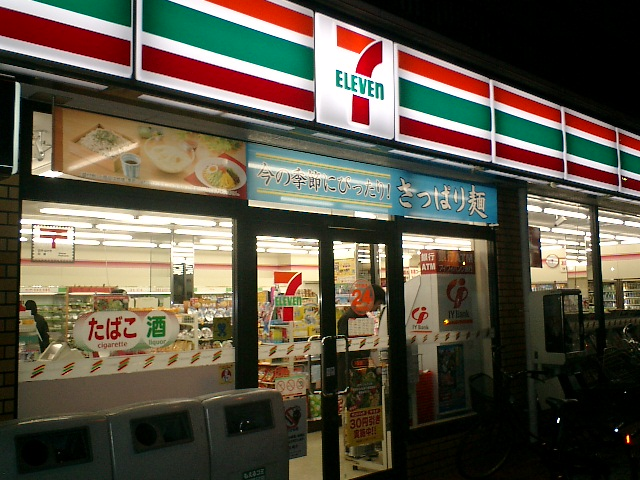
Una sucursal de 7-Eleven de Japón.

Las tiendas de conveniencia, por su tamaño, ofrecen una variedad menor de productos que los supermercados, pero aun considerable por sí sola. Los productos ofrecidos suelen centrarse en bebidas (alcohólicas y no alcohólicas) y alimentos, principalmente comida chatarra (panecillos, frituras, dulces y golosinas), comida rápida, enlatados, congelados, conservas y minoritariamente, productos frescos. Debido a que los clientes suelen ir de paso o con prisa, es frecuente que se venda comida preparada y consumible inmediatamente, como sándwiches refrigerados, perritos calientes y café.
Debido a las necesidades del mercado, muchas tiendas de conveniencia también proveen periódicos, revistas, productos de uso doméstico y para la higiene personal, así como fármacos de venta libre. Es también notorio que en cada país varía la clase de productos que los clientes esperan estén disponibles. En países como Japón, es frecuente ver incluso ropa a la venta en dichos establecimientos. 
Las leyes sobre el consumo de alcohol también influyen notoriamente en esta clase de tiendas, pues en algunos países solo se permite la venta de alcohol a un monopolio estatal (por ejemplo, en Islandia), durante ciertas horas del día, o está prohibido totalmente (e.g. en la mayoría de los países islámicos). La venta de tabaco y cigarrillos se encuentra en similar situación, pues algunas legislaciones solo permiten la venta de tabaco en negocios especiales, altamente regulados.

## Por país

### Tiendas de conveniencia en México
Algunas cadenas conocidas en varias regiones mexicanas son Oxxo, Super Q, Tiendas Pits, Go Mart, Tiendas Kiosko, Tiendas Extra, Tiendas El Asturiano, Tiendas Mambo, Tiendas Super City, Tiendas Neto y Tiendas Tent, On The Run, Shell Select (Exclusiva de las estaciones de servicio Shell plc) , Gulf Mart (exclusiva de las estaciones de servicio Gulf Oil Corporation),BonJour (exclusiva de las estaciones de servicio de la petrolera Total) y otras menores que pueden ser negocios familiares que pueden manejar precios similares a los de las tiendas de la esquina, misceláneas o bien, exclusivas de algunas petroleras. 
Además de las mencionadas, existen tiendas de conveniencia que algunas empresas manufactureras de alimentos manejan con el fin de ofrecer sus marcas a un precio más accesible que los canales de retail tradicionales, al solo vender productos de sus marcas a precios de fábrica o de camión repartidor. Un ejemplo son las tiendas Modelorama, para sus marcas de cerveza y las tiendas Bimbo GO de la empresa panadera multinacional Grupo Bimbo, misma que ofrece sus productos y promocionales de forma similar al de una tienda de conveniencia.
Aunque no se les clasifique como tal, las tiendas Bodega Aurrera Express son una combinación en concepto de un supermercado formato bodega y una tienda de conveniencia, que se instala en espacios reducidos dentro de barrios, colonias o sectores de población de clase media a baja, mismas que cumplen con ese mismo rol conveniente a precios más accesibles que las mismas tiendas de conveniencia tradicionales.
Algunas tiendas de conveniencia como Oxxo, 7 Eleven y Circle K también poseen sus propias estaciones de servicio, como Oxxo Gas, Petro-7 y Circle K Gasolina. 
También es posible ver ciertas tiendas de conveniencia junto a estaciones de servicio, similar al mercado estadounidense que tiene tiendas de conveniencia cerca de surtidores de gasolina, aunque el país no ha adoptado la forma de autoservicio completo donde el consumidor paga el combustible a consumir antes de surtirlo a su automóvil.

### Tiendas de conveniencia en España
Son especialmente conocidas las tiendas llamadas de manera vulgar "los chinos"[cita requerida], ya que son personas de esta nacionalidad las que regentan estas tiendas, y que en 2006 suponía el 26% del mercado del 'todo a cien' y la alimentación, según un estudio encargado por el Ministerio de Industria, Turismo y Comercio. Asimismo, las empresas petrolíferas cuentan con sus propias cadenas de mini supermercado en sus gasolineras, establecimientos que por el horario de la estación de servicio pueden considerarse también como tiendas de conveniencia. También el grupo Repsol firmó un convenio con Opencor para instalar algunas de estas tiendas en sus estaciones de servicio, pero la desaparición de la marca Opencor ha obligado a crear Supercor Exprés (incluyendo las de gasolineras como Supercor Stop & Go). Otras marcas también se incluyen como Carrefour con su Carrefour Express, Dia con su Dia&Go, Eroski con su Rapid, entre otros, siempre bajo en régimen de franquicias.

### Tiendas de conveniencia en Uruguay
Desde 1996 existen las tiendas de conveniencia Iberpark, cuentan con tres locales en el centro de Montevideo y locales en Terminal Tres Cruces, Costa Urbana Shopping y Centro Cívico y Mercado Agrícola de Montevideo.

### Tiendas de conveniencia en Chile

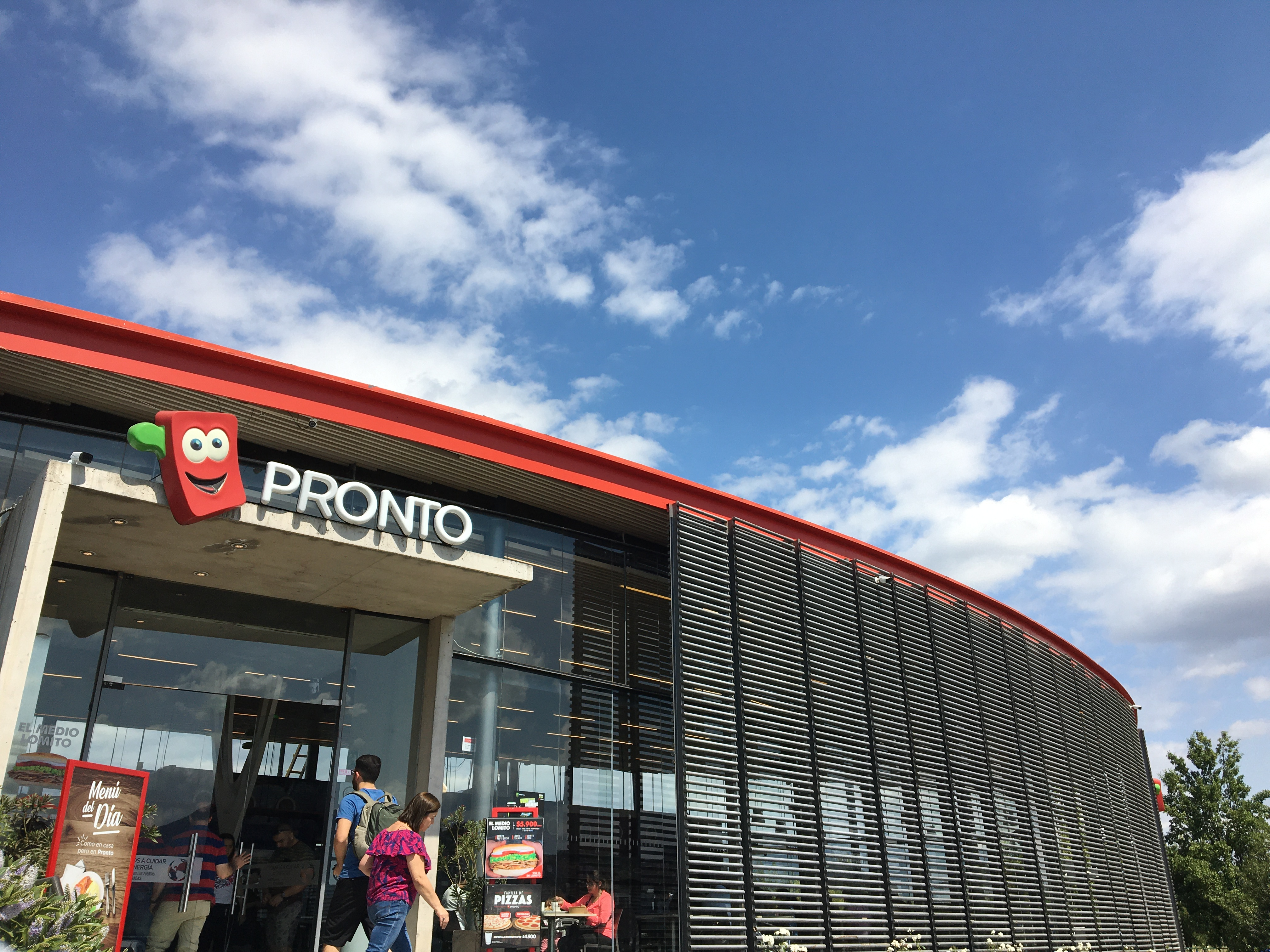
Tienda de conveniencia Pronto Copec en San Fernando, Chile.

Actualmente, existen tipos de tiendas de conveniencia de las siguientes marcas:
- OK Market, adquirida por Oxxo en 2022.
- Oxxo, cadena de tiendas de conveniencia ubicada en Santiago. Hasta 2016, antes de ser compradas por Oxxo, eran Big John.[4]
- Tiendas ubicadas en estaciones de servicio, entre las más importantes se encuentran Pronto y Punto (Copec), Spacio1 (Petrobras), Upa! y Upita! (Shell).
- Finalmente, está el concepto de mini supermercado, el cual es atendido por los propios dueños y se ubica en pueblos y poblaciones.
- Breti, nueva cadena de tiendas de conveniencia sector oriente.
- Maxi-K, tiendas ubicadas en centros comerciales, supermercados, outlets, aeropuerto, centros educacionales y estaciones de metro.
- Spid, cadena de tiendas de conveniencia propiedad de Cencosud.

### Tiendas de conveniencia en Costa Rica
- AMPM
- Vindi
- Delimart (Adquirida por la cadena de supermercados Geesa en 2024)
- Go Market
- Fresh Market
- Circle K
- Oli!
- Musi (anteriormente Musmanni Mini Super)

### Tiendas de conveniencia en Perú
El concepto de tiendas de conveniencia es reciente y se ha expandido rápidamente por el territorio peruano. Entre las marcas más conocidas están:
- Tambo+, la más grande cadena de tiendas de conveniencia de Perú. Cuenta con más de 300 locales en Lima y planea expandirse por todo el territorio peruano.
- Mass, la principal competencia de Tambo+, es controlado por Supermercados Peruanos, dueño de Plaza Vea y Vivanda.
- Oxxo, cadena de tiendas de conveniencia reciente, abrió su primera tienda en 2018, que planeó abrir 300 tiendas para el 2020, mientras que en 2018 abrió alrededor de 10 tiendas en Lima
- Spid, tienda de Cencosud, que llegó al Perú en junio de 2022, por el momento solo tienen un local, que queda en Miraflores
- Tiendas en gasolineras como Listo! (Primax), Viva (Pecsa), Alto 24 Horas (Terpel / Gazel) , Repshop (Repsol) y Vao (Petroperú).

### Tiendas de conveniencia en Paraguay
- Biggie, es una cadena de tiendas de conveniencia que posee más de 200 sucursales en todo el país. Se caracteriza por su atención 24 Hs en todos sus locales. Actualmente tiene planes de expansión internacional, a países como Uruguay y Bolivia.
- Stock 24 Hs
- Superseis express

### Tiendas de conveniencia en Bolivia
Pronto, Favos y M&B.

### Tiendas de conveniencia en Colombia
- Carulla Express.
- Éxito Express.